# Hervormingsoorlog
De Hervormingsoorlog (Spaans: Guerra de Reforma) of de Driejarige Oorlog (Spaans: Guerra de los Tres Años) was een burgeroorlog tussen conservatieven en liberalen in Mexico die duurde van 1857 tot 1860. De oorlog kostte aan zo'n 8000 mensen het leven.

## Voorgeschiedenis
De liberalen hadden in 1855 bij de Revolutie van Ayutla de macht gegrepen. De periode die daarop volgde wordt de Reforma genoemd, waarin een groot aantal liberale wetten werd uitgevaardigd. Bovendien werd in 1857 een nieuwe grondwet opgesteld. Op verschillende plaatsen in het land braken opstanden uit, voornamelijk gericht tegen het antiklerikale karakter van de regering. Paus Pius IX verbood sacramenten te verlenen aan personen die een eed hadden gezworen op de grondwet. De regering vaardigde vervolgens zware straffen uit voor priesters die aan deze oproep gehoor gaven. Het conflict escaleerde, en het congres kende president Ignacio Comonfort verregaande volmachten toe om de crisis te bezweren. In december 1857 vond er echter een conservatieve staatsgreep plaats onder leiding van generaal Félix María Zuloaga, waar Comonfort zich tot ontsteltenis van de liberalen bij aansloot. De liberale leiders werden gevangengezet.

## 1858
In januari 1858 schoof Zuloaga Comonfort als president aan de kant. Voor zijn aftreden wist Comonfort nog net de liberale leiding te bevrijden, die vervolgens naar Querétaro vluchtten. Hier formeerden ze een tegenregering met Benito Juárez aan het hoofd. Al snel werd Querétaro echter ingenomen door de conservatieve generaal Miguel Miramón, waardoor de liberalen werden gedwongen te vluchten naar Guadalajara. Ook hier werden de liberalen verslagen, en Juárez en zijn ministers ontsnapten er ternauwernood aan het executiepeloton. De liberalen vertrokken via Panama naar Vera Cruz, waar ze uiteindelijk hun regering vestigden.

## 1859
In juni poogde Miramón Vera Cruz na een belegering in te nemen, wat mislukte. Intussen vaardigde de liberale regering, gebruikmakend van de volmachten die oorspronkelijk aan Comonfort waren toegekend, een groot aantal wetten uit (Leyes de Reforma). De liberale regering werd erkend door de Verenigde Staten, en het McLane-Ocampoverdrag werd getekend. Toch boekten de conservatieven nog een grote overwinning in de slag bij Estancia de las Vacas.

## 1860
Het tij begint te keren ten gunste van de liberalen. Miramón slaagt er niet in Veracruz in te nemen. Een Spaanse landing wordt afgewend met hulp van de Verenigde Staten (Antón Lizardo-incident). Op 22 december verslaat de liberaal Jesús González Ortega Miramón bij Slag bij Calpulapan en drie dagen later nemen de liberalen Mexico-Stad in. Intussen heeft Juárez volledige godsdienstvrijheid afgekondigd.
Op 1 januari 1861 maakt de liberale regering haar intrede in Mexico-Stad. Veel conservatieve leiders vluchten naar Europa terwijl een aantal hun toevlucht zoeken tot guerrillatactieken. Ze weten onder andere Melchor Ocampo en Santos Degollado gevangen te nemen en te vermoorden. Veel conservatieven zouden later de Franse en keizerlijke troepen steunen tijdens de Franse interventie, die volgens sommige historici dan ook wel als verlengstuk van de hervormingsoorlog wordt gezien.